# Impasse de la Glacière
Rue de la Glacière
Pour les articles homonymes, voir Glacière (homonymie).
L'impasse et la rue de la Glacière (en occitan : carrièra de la Glacièra) sont deux voies de Toulouse, chef-lieu de la région Occitanie, dans le Midi de la France.

## Situation et accès

### Description
L'impasse et la rue de la Glacière sont deux voies publiques. Elles traversent le quartier de la Barrière-de-Paris.
Elles correspondent à une partie de l'ancien chemin vicinal no 3, qui allait de Blagnac à Launaguet. Il était prolongé à l'ouest par le chemin de la Glacière et le chemin de Ginestous jusqu'au pont de Blagnac, et à l'est par le chemin de l'Église-de-Lalande et le chemin du Baron jusqu'à la route de Launaguet.

### Voies rencontrées
L'impasse de la Glacière rencontre les voies suivantes, dans l'ordre des numéros croissants :
1. Chemin de la Glacière - accès piéton
2. Avenue des États-Unis
3. Impasse des États-Unis

### Transports
L'impasse et la rue de la Glacière ne sont pas directement desservies par les transports en commun Tisséo. Elles se trouvent cependant à proximité de l'avenue des États-Unis, parcourue par les lignes de bus 1559. De plus, un chemin piéton mène également de la rue de la Glacière à la gare de Lalande-Église, halte sur la ligne ferroviaire de Bordeaux à Sète, mais qui n'est plus desservie depuis 2016.

## Odonymie
L'impasse et la rue tiennent leur nom de la « glacière », c'est-à-dire l'usine de fabrication de glace hydrique qui s'est installée en 1900 à proximité de l'écluse de Lalande (actuel no 37).

## Patrimoine et lieux d'intérêt

### Canal de Garonne
- no  52 : écluse de Lalande. 
La première partie du canal de Garonne, entre les Ponts-Jumeaux et Moissac, est ouverte à la circulation en 1844. Le site comprend une écluse, un pont, un canal de dérivation et une maison éclusière. Entre 1970 et 1973, le bassin de l'écluse est réaménagé pour être mis au gabarit Freycinet et permettre le passage des péniches de 38,50 mètres. Elle a des bajoyers droits maçonnés en brique avec margelle en pierre de taille. En 1972, le tablier du pont est également élargi par l'adjonction de dalles latérales. En 1978, la gare d'eau est aménagée en amont de l'écluse, entrainant un élargissement du canal : elle permet le stationnement des péniches. Elle a nécessité la création d'un quai en béton banché. Dans les années 2000, la maison éclusière est surélevée d'un niveau[3].

### Établissements industriels
- no  37 : glacière J. Beyt (vers 1900)[4].

- no  45 : briqueterie Galinié (1856-1857)[5].